# باول وليامز (ممثل)
باول وليامز (بالإنجليزية: Paul Williams)‏ هو مخرج وممثل أمريكي، ولد في 1943.

## وصلات خارجية
- باول وليامز على موقع IMDb (الإنجليزية)
- باول وليامز على موقع ألو سيني (الفرنسية)
- باول وليامز على موقع أول موفي (الإنجليزية)
- باول وليامز على موقع قاعدة بيانات الفيلم (الإنجليزية)
- باول وليامز على موقع كينوبويسك (الروسية)